# Sala Senkayi
Sala Nanyanzi Senkayi est une scientifique et physicienne ougandaise à l'Agence américaine de protection de l'environnement. Elle a été la première femme née en Ouganda à remporter le Presidential Early Career Award for Scientists and Engineers.

## Enfance et éducation
Senkayi est la fille d'Abu Senkayi et de Sunajeh Senkayi. Sa famille est originaire du district de Butambala en Ouganda. Son père était un scientifique de l'environnement et a travaillé à l'université A&M du Texas en tant que chercheur scientifique à partir de 1977. Senkayi a étudié la chimie à l'université A&M du Texas. Elle a rejoint l'université du Texas à Arlington (en), où elle a obtenu deux autres licences, une maîtrise et un doctorat en sciences de l'environnement. Sa thèse de doctorat portait sur l'association entre la leucémie infantile et la proximité des aéroports du Texas. Elle a découvert que les émissions de benzène étaient un prédicteur de la leucémie infantile. Au cours de ses études supérieures, Muwenda Mutebi II du Buganda et Sylvia Nnaginda lui ont rendu visite au Texas.

## Carrière
Senkayi a rejoint l'Environmental Protection Agency des États-Unis en 2007. Elle travaille avec des enfants locaux dans les écoles et les collèges pour parler de l'environnement. Elle a lancé la webémission EPA Converses with Students, une opportunité pour les enfants de parler aux scientifiques qui ont travaillé sur la protection de l'environnement le jour de la Terre,. Ses recherches portent sur la protection de la qualité de l'eau et elle est responsable de l'assurance qualité de la Division de la qualité de l'eau. En 2017, Senkayi a reçu le Presidential Early Career Award for Scientists and Engineers pour ses activités de sensibilisation et de recherche communautaires « transformatrices »,.